# Kożuchów
Kożuchów [kɔˈʒuxuf], tyska: Freystadt in Schlesien, är en stad i västra Polen, belägen i distriktet Powiat nowosolski i Lubusz vojvodskap. Kożuchów, som grundlades år 1260, hade 9 718 invånare år 2014.

## Sevärdheter
- Kożuchóws slott, uppfört i tegel i rektangulär form under 1300-talet, inrymmer idag stadens kultur- och sportcentrum.
- Mariakyrkan från slutet av 1200-talet.
- Stadsmuren, uppförd under 1300-talet och 1400-talet, är till största delen bevarad.
- Många historiska borgarhus uppförda mellan 1500-talet och 1800-talet.

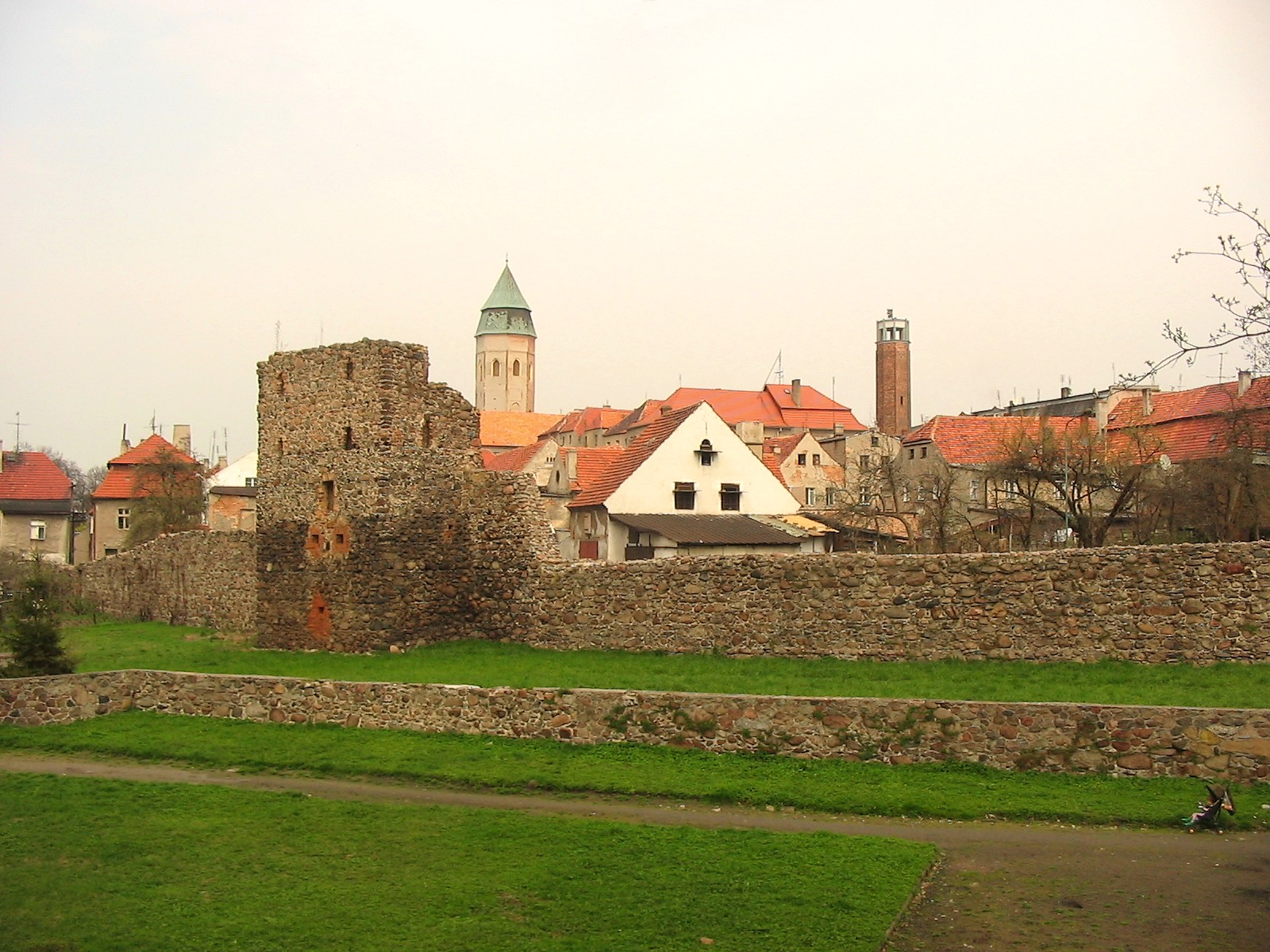
Stadsmuren
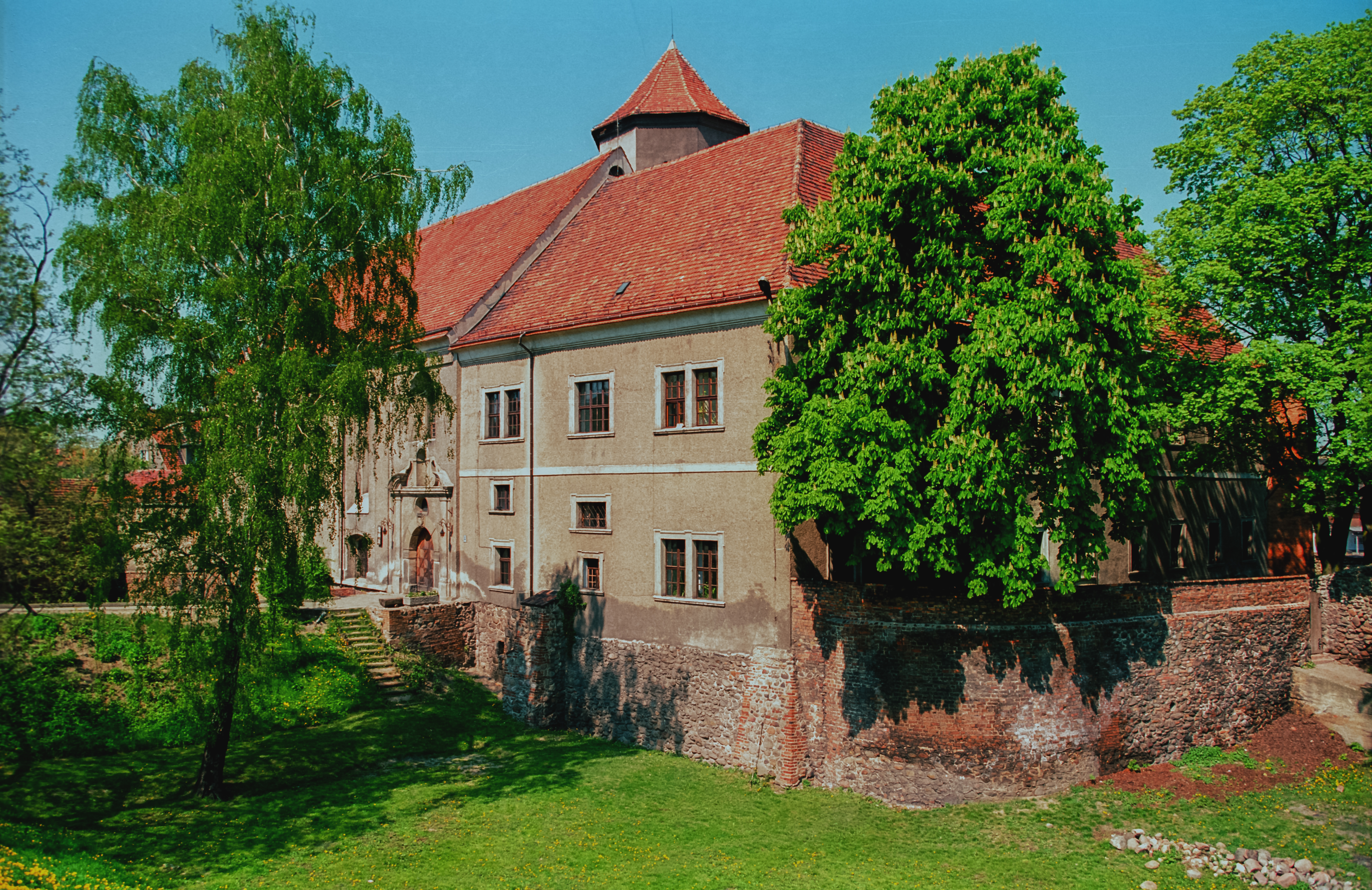
Kożuchóws slott
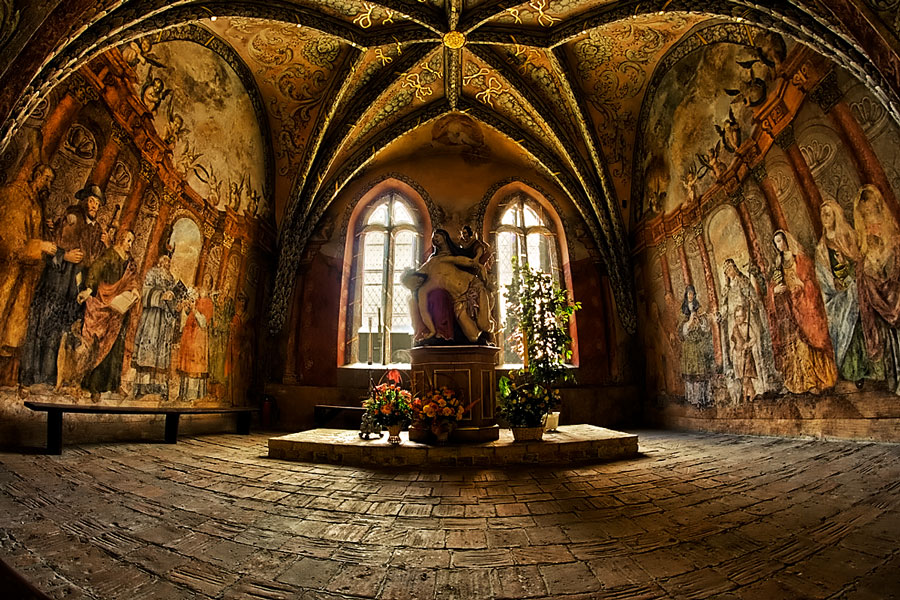
Alla helgons kapell i Mariakyrkan

## Kända invånare
- Julius von Verdy du Vernois (1832-1910), preussisk arméofficer och krigsminister.